# Гіршгорн (Неккар)
Гіршгорн (нім. Hirschhorn) — місто в Німеччині, знаходиться в землі Гессен. Підпорядковується адміністративному округу Дармштадт. Входить до складу району Бергштрасе.
Площа — 30,86 км2. Населення становить 3410 ос. (станом на 31 грудня 2020).

## Географії

### Адміністративний поділ
Адміністративно до складу міста також входять селища:
- Лангенталь
- Унтер-Гайнбрунн
- Гессіш-Ігельсбах

## Галерея

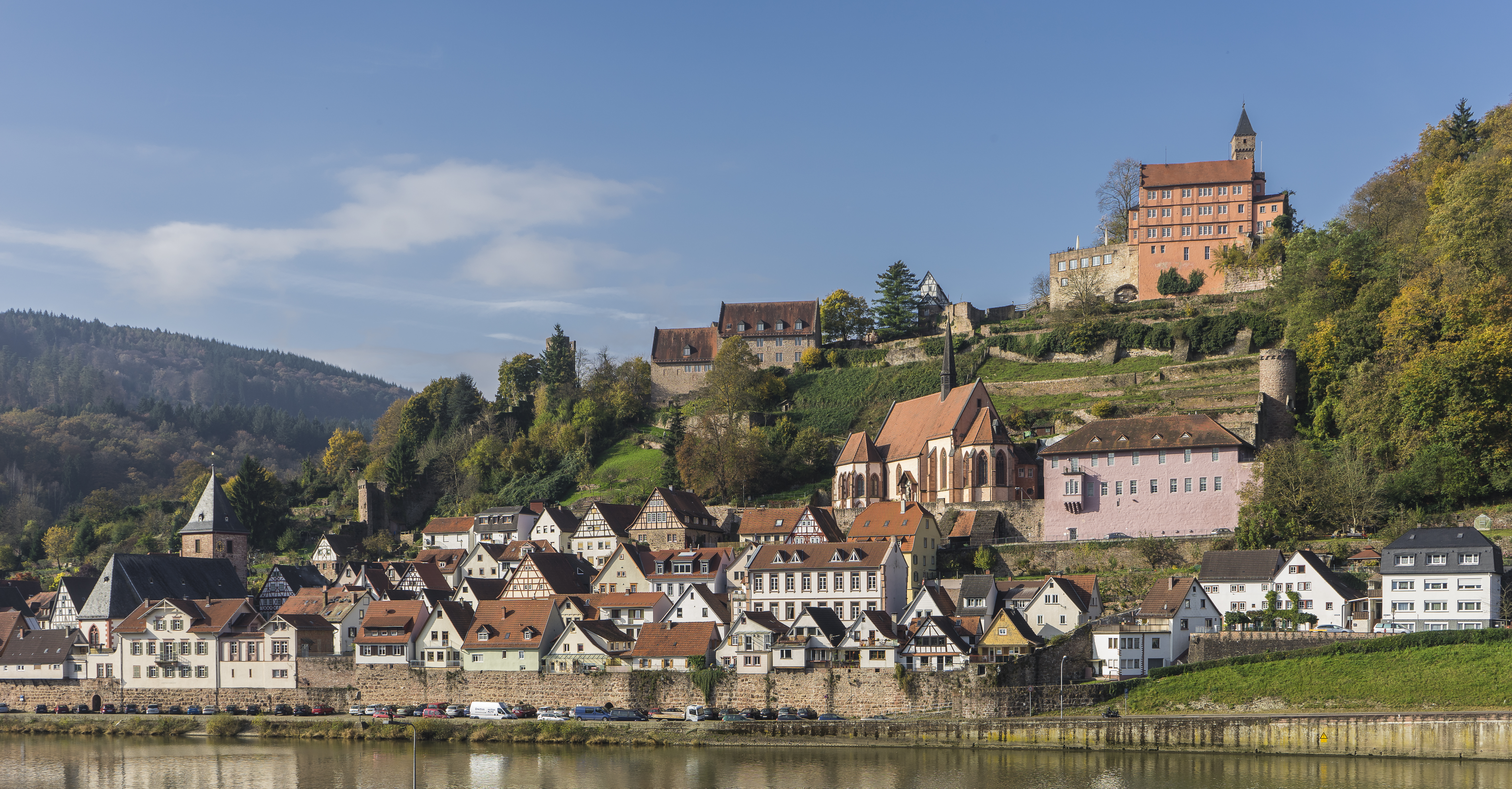
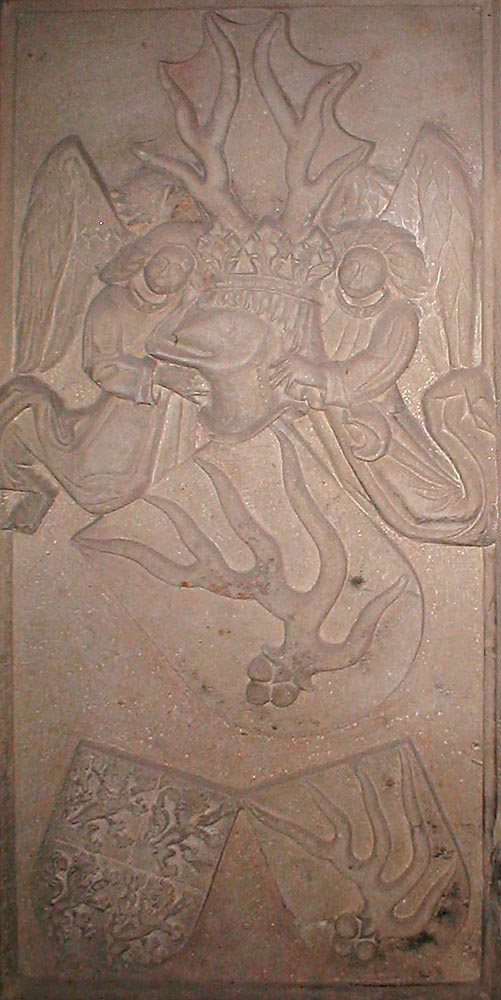
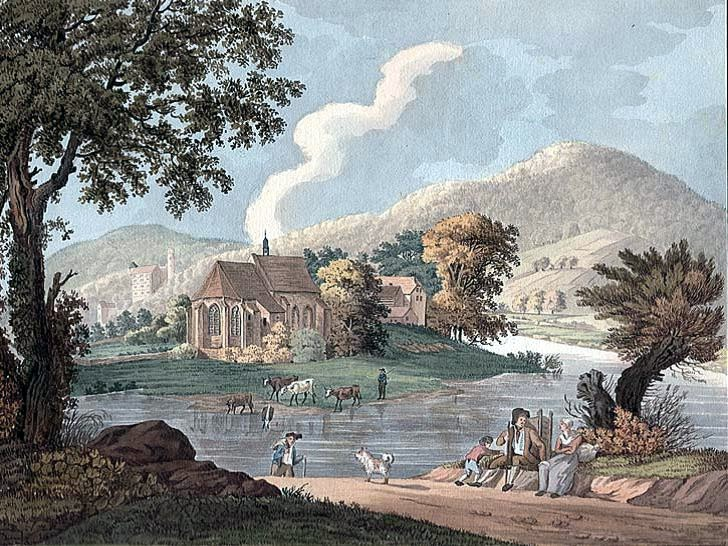
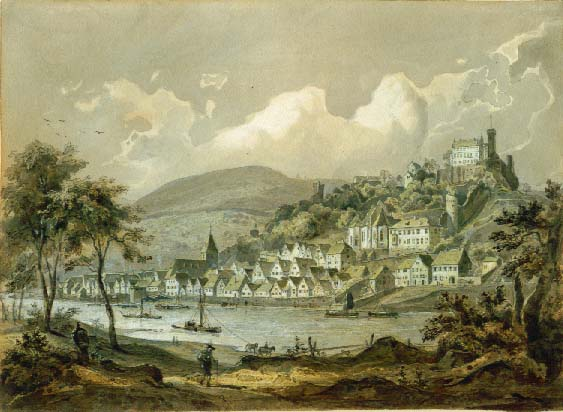
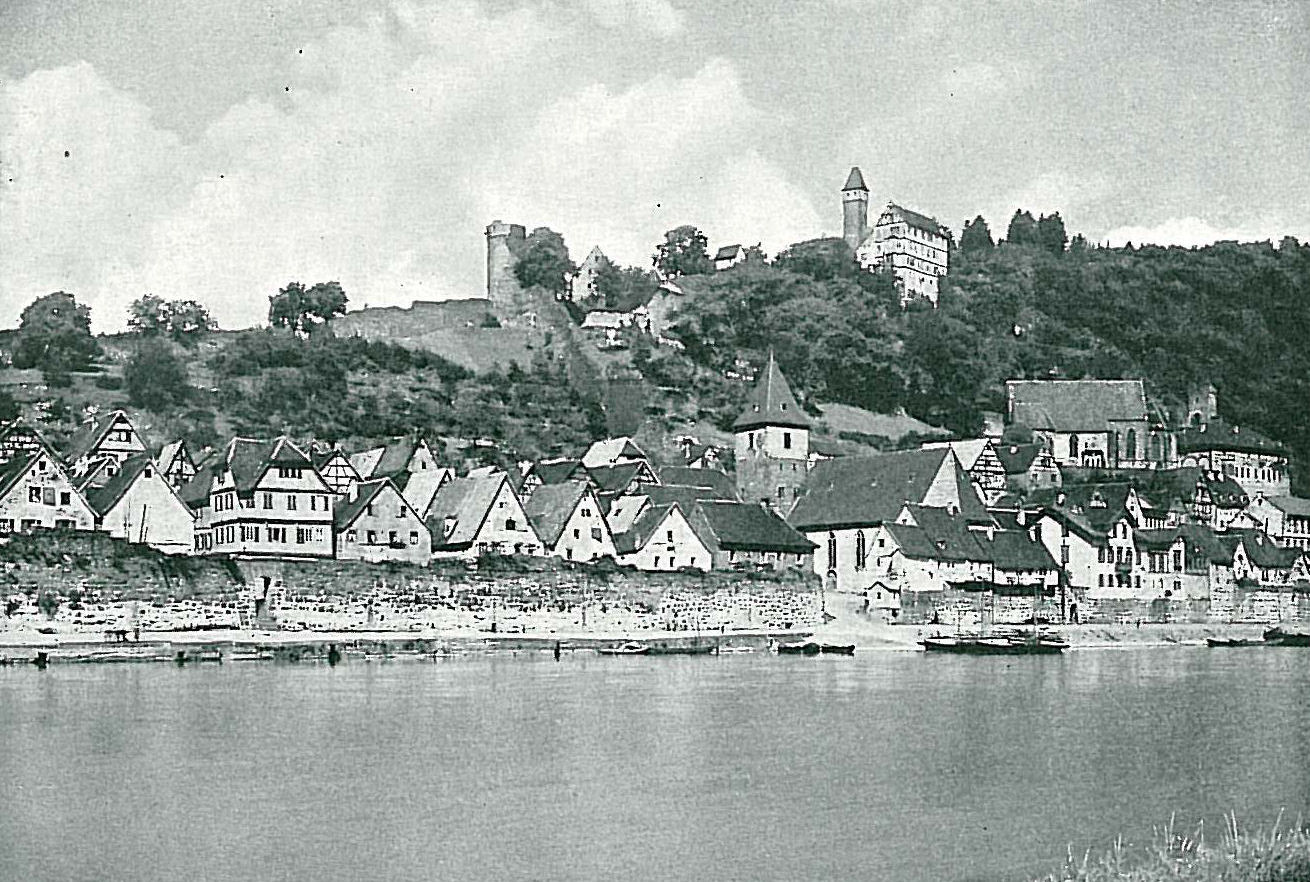
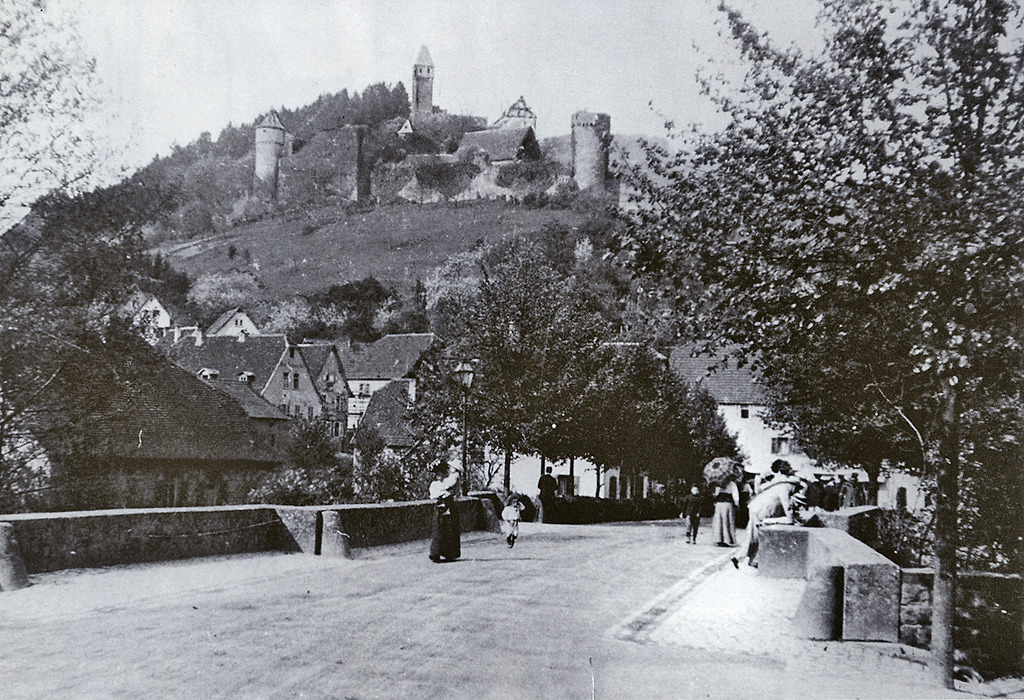